# BBC & DW
BBC & DW war ein am 10. Dezember 2008 gestartetes, aus Teilen der bestehenden englischsprachigen Hörfunkangebote beider Partner zusammengestelltes Gemeinschaftsprogramm von  Deutscher Welle und BBC World Service. Es wurde ausschließlich im Verfahren Digital Radio Mondiale (DRM) über den Mittelwellensender Orfordness sowie Kurzwellensender in Großbritannien und Portugal ausgestrahlt. Zweck von BBC & DW war, diesem digitalen Sendeverfahren in Europa zum Durchbruch zu verhelfen.
Das Projekt gilt als weitgehend gescheitert. Als letzter Sender schaltete der Bayerische Rundfunk seinen DRM-Kurzwellensender von B5 aktuell ab. Am 30. Oktober 2010 wurde das in den Medien als „halbherzige Zusammenarbeit“ apostrophierte Projekt schließlich eingestellt.